# Dip Prasad Pun
Dip Prasad Pun, CGC (* 1981), ist ein britischer Gurkha im Rang eines Sergeant. Er erhielt 2011 als erster nepalesischer Soldat im Dienst der Britischen Krone die Tapferkeitsmedaille Conspicuous Gallantry Cross, die zweithöchste Auszeichnung der Britischen Streitkräfte.
Pun erwehrte sich alleine einer Attacke von 12–30 Taliban-Kämpfern in Afghanistan. Pun war alleine als Wache an einem Checkpoint nahe Babaji in der Provinz Helmand am 17. September 2010. Um den Angriff abzuwehren, feuerte er mehr als 400 Schuss ab, warf 17 Handgranaten und brachte eine M18 Claymore zur Explosion, die zwei Taliban-Angreifer tötete. Als ein letzter Angreifer versuchte seine Position zu erklimmen, hatte seine Waffe Ladehemmung und er erschlug ihn mit dem Dreibein seines MG. Er rettete damit das Leben seiner Kameraden, die sich innerhalb des Checkpoints befanden.
Pun stammt aus West-Nepal. Auch Puns Vater und Großvater dienten bereits in der britischen Armee. Sein Großvater, Tul Bahadur Pun, wurde 1944 mit dem höchsten britischen Militärorden, dem Victoria Cross, ausgezeichnet.